# Joaquín Téllez
El general Joaquín Téllez fue un militar mexicano que participó en la Revolución mexicana. Nació en la Ciudad de México, Distrito Federal en 1861. Fue hijo de un general del mismo nombre. En 1881 era sargento y en 1906 teniente coronel de las fuerzas auxiliares del Ejército Mexicano. Participó en la Guerra del Yaqui y en abril de 1911, como apremio a su lucha contra los maderistas, en Chihuahua, fue ascendido a general brigadier. Apoyó al gobierno huertista, por lo que fue ascendido en 1913 a general de división. Fue comandante de las Divisiones de Occidente, del Bravo y del Yaqui. Fue gobernador de Sonora. Le correspondió evacuar el puerto de Guaymas en pleno declive del huertismo. Fue licenciado por los Tratados de Teoloyucan. Murió en la Ciudad de México el 2 de marzo de 1929. 